# Pallamano ai Giochi della XXII Olimpiade
I tornei olimpici di pallamano dei Giochi di Mosca si sono svolti tra il 20 e il 30 luglio 1980.
Le gare sono state ospitate da due impianti: la Sokol'niki Arena e il Palazzo dello sport Dinamo.
Hanno preso parte al torneo 12 formazioni maschili e 6 formazioni femminili.
Il torneo maschile è stato vinto dalla Germania Est, mentre il torneo femminile è stato vinto dall'Unione Sovietica per la seconda edizione di fila.

## Calendario
| Pallamano ai Giochi della XXII Olimpiade | Pallamano ai Giochi della XXII Olimpiade | Pallamano ai Giochi della XXII Olimpiade | Pallamano ai Giochi della XXII Olimpiade | Pallamano ai Giochi della XXII Olimpiade | Pallamano ai Giochi della XXII Olimpiade | Pallamano ai Giochi della XXII Olimpiade | Pallamano ai Giochi della XXII Olimpiade | Pallamano ai Giochi della XXII Olimpiade | Pallamano ai Giochi della XXII Olimpiade | Pallamano ai Giochi della XXII Olimpiade | Pallamano ai Giochi della XXII Olimpiade | Pallamano ai Giochi della XXII Olimpiade |
| Lug'80                                   | 20                                       | 21                                       | 22                                       | 23                                       | 24                                       | 25                                       | 26                                       | 27                                       | 28                                       | 29                                       | 30                                       | Totale                                   |
| ---------------------------------------- | ---------------------------------------- | ---------------------------------------- | ---------------------------------------- | ---------------------------------------- | ---------------------------------------- | ---------------------------------------- | ---------------------------------------- | ---------------------------------------- | ---------------------------------------- | ---------------------------------------- | ---------------------------------------- | ---------------------------------------- |
| Uomini                                   | 1ºT                                      |                                          | 1ºT                                      |                                          | 1ºT                                      |                                          | 1ºT                                      |                                          | 1ºT                                      |                                          | Fin                                      | 1                                        |
| Donne                                    |                                          | GU                                       |                                          | GU                                       |                                          | GU                                       |                                          | GU                                       |                                          | GU                                       |                                          | 1                                        |
| Totale                                   |                                          |                                          |                                          |                                          |                                          |                                          |                                          |                                          |                                          | 1                                        | 1                                        | 2                                        |

| Gironi preliminari | Girone unico | Finali |

## Squadre partecipanti

### Torneo maschile
|                                    | Data                         | Sede              | Posti | Qualificate                                       |
| ---------------------------------- | ---------------------------- | ----------------- | ----- | ------------------------------------------------- |
| Paese organizzatore                |                              |                   | 1     | Unione Sovietica                                  |
| Campionato mondiale 1978           | 26 gennaio - 5 febbraio 1978 | Danimarca         | 6 5   | Germania Est Danimarca Jugoslavia Polonia Romania |
| Campionato mondiale B 1979         | 22 febbraio - 3 marzo 1979   | Spagna            | 2 3   | Spagna Svizzera Ungheria                          |
| Torneo di qualificazione asiatico  | novembre - dicembre 1979     | Vario             | 1     | Kuwait                                            |
| Torneo di qualificazione americano | 6-12 gennaio 1980            | Messico           | 1     | Cuba                                              |
| Campionato africano 1979           | 20-31 luglio 1979            | Congo-Brazzaville | 1     | Algeria                                           |
| Totale                             |                              |                   | 12    |                                                   |

### Torneo femminile
|                          | Data                           | Sede              | Posti | Qualificate                                     |
| ------------------------ | ------------------------------ | ----------------- | ----- | ----------------------------------------------- |
| Paese organizzatore      |                                |                   | 1     | Unione Sovietica                                |
| Campionato mondiale 1978 | 30 novembre - 10 dicembre 1978 | Cecoslovacchia    | 4     | Germania Est Ungheria Cecoslovacchia Jugoslavia |
| Torneo di qualificazione | 15-20 marzo 1980               | Congo-Brazzaville | 1     | Congo-Brazzaville                               |
| Totale                   |                                |                   | 6     |                                                 |

## Risultati in dettaglio

### Torneo maschile
| Pos | Squadre          |
| --- | ---------------- |
|     | Germania Est     |
|     | Unione Sovietica |
|     | Romania          |
| 4   | Ungheria         |
| 5   | Spagna           |
| 6   | Jugoslavia       |
| 7   | Polonia          |
| 8   | Svizzera         |
| 9   | Danimarca        |
| 10  | Algeria          |
| 11  | Cuba             |
| 12  | Kuwait           |

### Torneo femminile
| Pos | Squadre           |
| --- | ----------------- |
|     | Unione Sovietica  |
|     | Jugoslavia        |
|     | Germania Est      |
| 4   | Ungheria          |
| 5   | Cecoslovacchia    |
| 6   | Congo-Brazzaville |

## Podi
| Evento           | Oro              | Argento          | Bronzo       |
| Torneo maschile  | Germania Est     | Unione Sovietica | Romania      |
| Torneo femminile | Unione Sovietica | Jugoslavia       | Germania Est |

## Medagliere
| Posizione | Paese            |   |   |   | Totale |
| --------- | ---------------- | - | - | - | ------ |
| 1         | Unione Sovietica | 1 | 1 | 0 | 2      |
| 2         | Germania Est     | 1 | 0 | 1 | 2      |
| 3         | Jugoslavia       | 0 | 1 | 0 | 1      |
| 4         | Romania          | 0 | 0 | 1 | 1      |
| Totale    | Totale           | 2 | 2 | 2 | 6      |